# Saltiseius hunteri
Famille
Genre
Espèce
Saltiseius hunteri est une espèce d'acariens mesostigmates, la seule du genre Saltiseius et de la famille des Saltiseiidae.

## Distribution
Cette espèce est endémique d'Australie.

## Publication originale
- Walter, 2000 : A jumping mesostigmatan mite, Saltiseius hunteri n.g., n. sp. (Acari: Mesostigmata: Trigynaspida: Saltiseiidae, n. fam.) from Australia. International Journal of Acarology, vol. 26, n. 1, p. 25-31.